# Drest VIII dei Pitti
(Cronaca dei Pitti)
Drest VIII, chiamato anche Drust (in gaelico Drest mac Talorgan) (... – 787), fu re dei Pitti dal 782 alla morte.
Salì sul trono dopo il padre Talorgan (chiamato anche Dubtalorc). La Cronaca dei Pitti gli assegna quattro o cinque anni di regno, ma altre liste gliene danno solo uno includendo un altro Talorcan, suo figlio, che avrebbe regnato sempre quattro o cinque anni. Gli successe Conall mac Taidg o Caustantín.